# Qaravəlili (Imishli)
Qaravəlili è un comune dell'Azerbaigian situato nel distretto di İmişli. Conta una popolazione di 942 abitanti.